# Eva Figes
Pour les articles homonymes, voir Figes.
Eva Figes ( /faɪdʒÏz / ), née le 15 avril 1932 à Berlin et morte à Londres le 28 août 2012, est une écrivaine et féministe britannique. Eva Figes est à l'origine de romans, de critiques littéraires, d'études sur le féminisme et de mémoires concernant son enfance à Berlin et ses expériences ultérieures en tant que réfugiée juive de l'Allemagne hitlérienne.

## Jeunesse et formation
Née sous le nom d'Eva Unger à Berlin en 1932 dans une famille juive laïque aisée, elle arrive au Royaume-Uni en tant que réfugiée en 1939 avec sa mère Irma Unger et son jeune frère, Ernst. Au cours de la Nuit de Cristal de novembre 1938, son père Emil est arrêté et envoyé au camp de concentration à Dachau. Il est par la suite libéré après que sa femme ait offert un important pot-de-vin aux nazis et réussit à s'échapper en Angleterre pour rejoindre sa famille à Londres,. Tous les grands-parents de Figes, des deux côtés de sa famille, sont morts dans les camps de concentration. En 1979, dans The Observer, Eva Figes raconte que vers la fin de la Seconde Guerre mondiale « ma mère m'a donné neuf pence et m'a envoyée au cinéma local. Je me suis assise seule dans le noir et j'ai regardé le film d'actualités de Belsen ». Cela lui donne des cauchemars pendant de nombreuses années. 
Elle obtient un BA avec mention du Queen Mary College de Londres en 1953.

## Carrière
Elle épouse John George Figes le 10 juillet 1954. Le couple a deux enfants : l'écrivaine Kate Figes (en) (1957–2019) et l'historien Orlando Figes. Le mariage est dissous par divorce en 1962. Elle rencontre plus tard l'auteur allemand Günter Grass à Londres et les deux ont une courte liaison romantique qui se transforme en une amitié de toute une vie.
Dans les années 1960, elle est associée à un groupe informel d'écrivains britanniques expérimentaux influencés par Rayner Heppenstall qui comprend Stefan Themerson, Ann Quin, Alan Burns et son leader informel, BS Johnson. Eva Figes travaille dans l'édition jusqu'en 1967, date à laquelle elle devient écrivaine à plein temps.
L'ouvrage le plus connu d'Eva Figes est Patriarchal Attitudes, un essai féministe polémique écrit en 1970, et publié un mois avant La Femme eunuque de Germaine Greer. Le livre fait valoir que l'éducation plutôt que la nature façonne les caractéristiques sexuelles secondaires et examine les raisons pour lesquelles les figures féminines importantes du XIXe siècle sont ambivalentes ou hostiles face au mouvement féministe.
Le roman d'Eva Figes, Light (1983), est un portrait impressionniste d'un seul jour dans la vie de Claude Monet du lever au coucher du soleil.
Eva Figes décède le 28 août 2012 à son domicile, à Londres, d'une insuffisance cardiaque.

## Récompenses
Eva Figes a remporté le Guardian Fiction Prize pour Winter Journey en 1967.

## Héritage
Les archives d'Eva Figes ont été acquises par la British Library en 2009. Elles comprennent 186 brouillons et documents de travail relatifs à ses œuvres littéraires, ainsi que de la correspondance et des papiers personnels.